# 花园街道 (黑河市)
花园街道，是中华人民共和国黑龙江省黑河市爱辉区下辖的一个乡镇级行政单位。

## 行政区划
花园街道下辖以下地区：
长海社区、博文社区、网通社区、联通社区和金兰社区。